# Ležáky

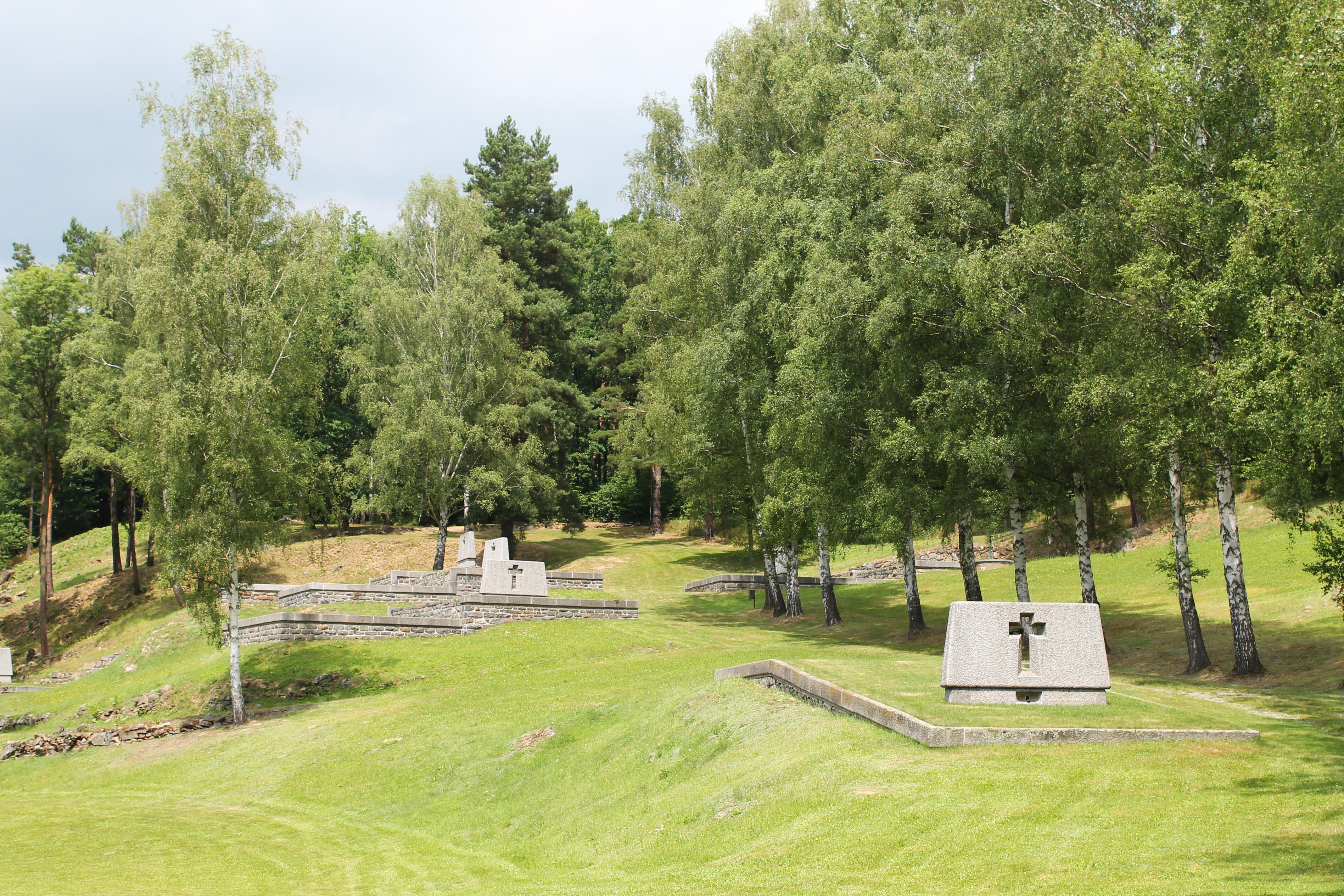
Monumenten op de plaatsen waar huizen waren

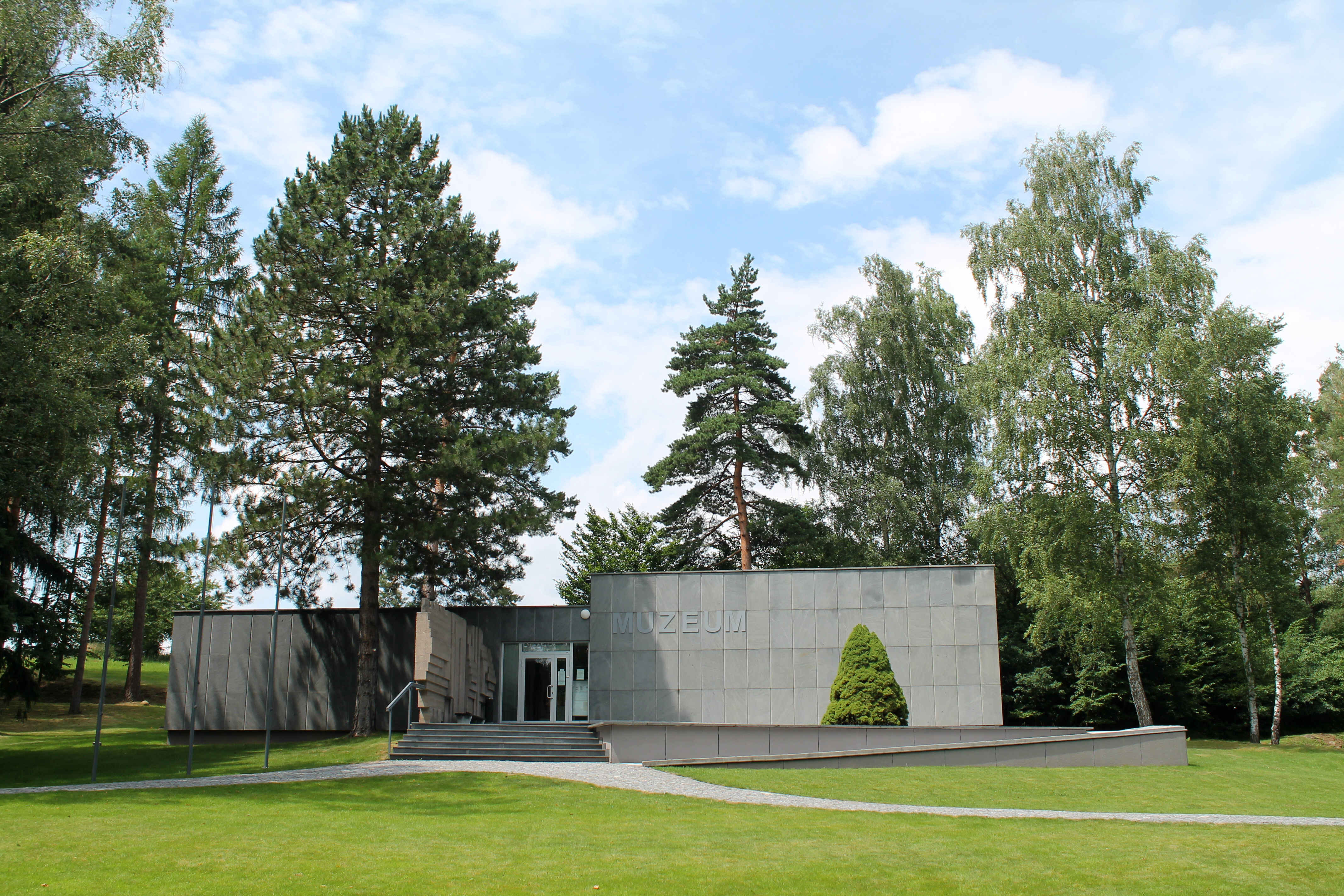
Museum ter nagedachtenis aan het drama in Ležáky

Ležáky was een dorp in Tsjecho-Slowakije. In 1942, tijdens de Duitse bezetting van Tsjecho-Slowakije, werd het door de nazi's met de grond gelijk gemaakt.
Ležáky's inwoners waren vooral arme steenhouwers en kleine boeren. Het dorpje bestond uit acht huizen rond de molen. De molen was de oorspronkelijke bestaansbasis van het dorp, genaamd naar het stroompje Ležák.

## Massamoord
In december 1941 werden enkele paratroepers in het Protectoraat Bohemen en Moravië gedropt als deel van operatie Anthropoid om de nazi-gouverneur Reinhard Heydrich te vermoorden. Verscheidene mensen van het dorp Ležáky hielpen hen, onder andere middels een bergplaats voor hun radioapparatuur. Na de moordaanslag op Heydrich (27 mei 1942), die aan de gevolgen hiervan op 4 juni 1942 overleed, begonnen de Duitse wraakacties.
Op 10 juni werd het dorpje Lidice vernietigd en de mannelijke inwoners geëxecuteerd. Op 24 juni omsingelden meer dan 500 gewapende Duitse troepen Ležáky, namen alle bewoners mee en staken het dorp in brand. In Pardubice werden 32 inwoners (mannen en vrouwen) neergeschoten en gecremeerd in het lokale crematorium. De dertien kinderen uit Ležáky zijn naar Litzmannstadt (de toenmalige Duitse naam voor de Poolse stad Łódź) gestuurd. Twee van de kinderen (met Arische raskenmerken) kwamen bij Duitse gezinnen terecht om "gegermaniseerd" te worden en keerden na de oorlog terug. De overige kinderen kwamen om het leven in het vernietigingskamp Chełmno. Ze werden daar samen met de kinderen van Lidice in de zomer van 1942 vergast.
Voor Kerstmis 1943 werden de resten van Ležáky nog met de grond gelijk gemaakt. In tegenstelling tot Lidice werd Ležáky na de oorlog niet heropgebouwd, enkel een monument herinnert aan de tragedie.